# Monopsis alba
Monopsis alba är en klockväxtart som beskrevs av Phillipson. Monopsis alba ingår i släktet Monopsis och familjen klockväxter. Inga underarter finns listade i Catalogue of Life.